# Commando colonial
Commando colonial est une série de bande dessinée française scénarisée par Appollo, dessinée par Brüno et colorisée par Laurence Croix. Éditée par Dargaud dans sa collection Poisson Pilote, elle est, pour l'heure, constituée de trois albums pouvant se lire indépendamment les uns des autres, le premier paru en 2008 sous le titre Opération Ironclad, le deuxième en 2009 avec pour intitulé Le Loup gris de la Désolation et le dernier en 2010 avec pour nom Fort Thélème.

## Trame
La série, qui se déroule pendant la Seconde Guerre mondiale, met en scène deux agents du Bureau central de renseignements et d'action (BCRA) chargés de collecter pour le compte de la France libre certaines informations dans les colonies françaises contrôlées par le régime de Vichy. Le plus haut gradé est le major Antoine Robillard, d'origine mauricienne et donc citoyen britannique. Son compère est Maurice Rivière, Réunionnais passé à la Résistance et qui se révèle particulièrement intransigeant à l'égard du Troisième Reich.
Leur première mission en commun, en avril 1942, consiste à évaluer la possibilité d'un soulèvement de l'élite coloniale présente à Diego Suarez, dans le nord de Madagascar, en faveur de la France libre. Elle les conduit à découvrir les aspirations indépendantistes de nationalistes malgaches réunis dans un réseau appelé Spartacus et qu'ils hésitent encore à soutenir lorsque les forces britanniques attaquent et soumettent l'île dans le cadre de l'opération Ironclad.
La seconde mission consiste, en juin 1942, à transporter à Durban, depuis Madagascar, des informations secrètes du BCRA, mais leur avion, piloté par un Polonais, s'écrase à la suite d'un problème mécanique sur l'île Europa, en plein canal du Mozambique. Ils découvrent que le concessionnaire de l'île, un Mozambicain, a passé un accord avec les Allemands pour entreposer sur place le ravitaillement nécessaire à un sous-marin. Capturés par les nazis, qui découvrent l'importance de leur mission, ils sont conduits à bord du submersible ennemi. Le Loup gris est bientôt harcelé par l'aviation britannique qui surveille le cap de Bonne-Espérance. Aussi le capitaine, avec qui Antoine fraternise, se déroute-t-il vers les îles Kerguelen, les îles de la Désolation.
Le troisième tome de la série est intitulé Fort Thélème. L'action se déroule au Maroc.

## Titres parus
- Opération Ironclad, 2008.
- Le Loup gris de la Désolation, 2009.
- Fort Thélème, 2010.